# П'єтра-Марацці
П'єтра-Марацці (італ. Pietra Marazzi, п'єм. La Prèja) — муніципалітет в Італії, у регіоні П'ємонт,  провінція Алессандрія.
П'єтра-Марацці розташовані на відстані близько 460 км на північний захід від Рима, 80 км на схід від Турина, 6 км на північний схід від Алессандрії.
Населення — 916 осіб (2014).
Щорічний фестиваль відбувається 11 листопада. Покровитель — Madonna del Carmine.

## Демографія
Населення за роками:

Станом на 1 січня 2023 року в муніципалітеті офіційно проживало 47 іноземців з 13 країн, серед них 14 громадян країн Євросоюзу.

## Сусідні муніципалітети
- Алессандрія
- Монтекастелло
- Печетто-ді-Валенца